# Jerez de los Caballeros
Jerez de los Caballeros es un municipio y localidad española de la provincia de Badajoz, en la comunidad autónoma de Extremadura. Cuenta con una población de 9112 habitantes (INE 2024).

## Geografía
Integrado en la comarca de Sierra Suroeste, Se sitúa a 72 kilómetros de la capital provincial. El término municipal está atravesado por las siguientes carreteras: 
- Carretera nacional N-435 (Badajoz - Huelva), entre los pK 54 y 88.
- Carretera autonómica EX-112: conecta con Oliva de la Frontera y Burguillos del Cerro.
- Carreteras locales que permiten la comunicación con Valle de Matamoros, Valle de Santa Ana, Salvatierra de los Barros, Encinasola (Huelva) e Higuera de Vargas.

| Noroeste: Higuera de Vargas           | Norte: Barcarrota y Salvaleón              | Nordeste: Salvatierra de los Barros                |
| Oeste: Zahínos y Oliva de la Frontera |                                            | Este: Burguillos del Cerro y Fregenal de la Sierra |
| Suroeste: Oliva de la Frontera        | Sur: Encinasola (Huelva) e Higuera la Real | Sureste: Fregenal de la Sierra                     |

En el interior del término se encuentran enclavados los municipios de Valle de Matamoros y Valle de Santa Ana.
El relieve del municipio está definido por una penillanura con numerosas sierras de poca altura, destacando entre otras, la sierra de la Cazuela (al noroeste), la sierra de la Francisca (al norte), la sierra de Santa María (cerca del núcleo urbano), la sierra de la Gama (al sureste) y sierra de San José (en el centro). Estas sierras constituyen el tramo más occidental de Sierra Morena, que hacen de este término el más quebrado de la provincia de Badajoz. El territorio está atravesado por numerosos arroyos tributarios del río Ardila, que represa sus aguas en el embalse de Valuengo, y continúa su descenso hacia el río Guadiana. Además, el río Alcarrache hace de límite con Barcarrota por el norte.
La altitud oscila entre los 785 metros (Cerro de San José) y los 200 metros a orillas del río Ardila, en el extremo suroccidental. El pueblo se alza a 504 metros sobre el nivel del mar. 

## Historia

### Prehistoria y Edad Antigua

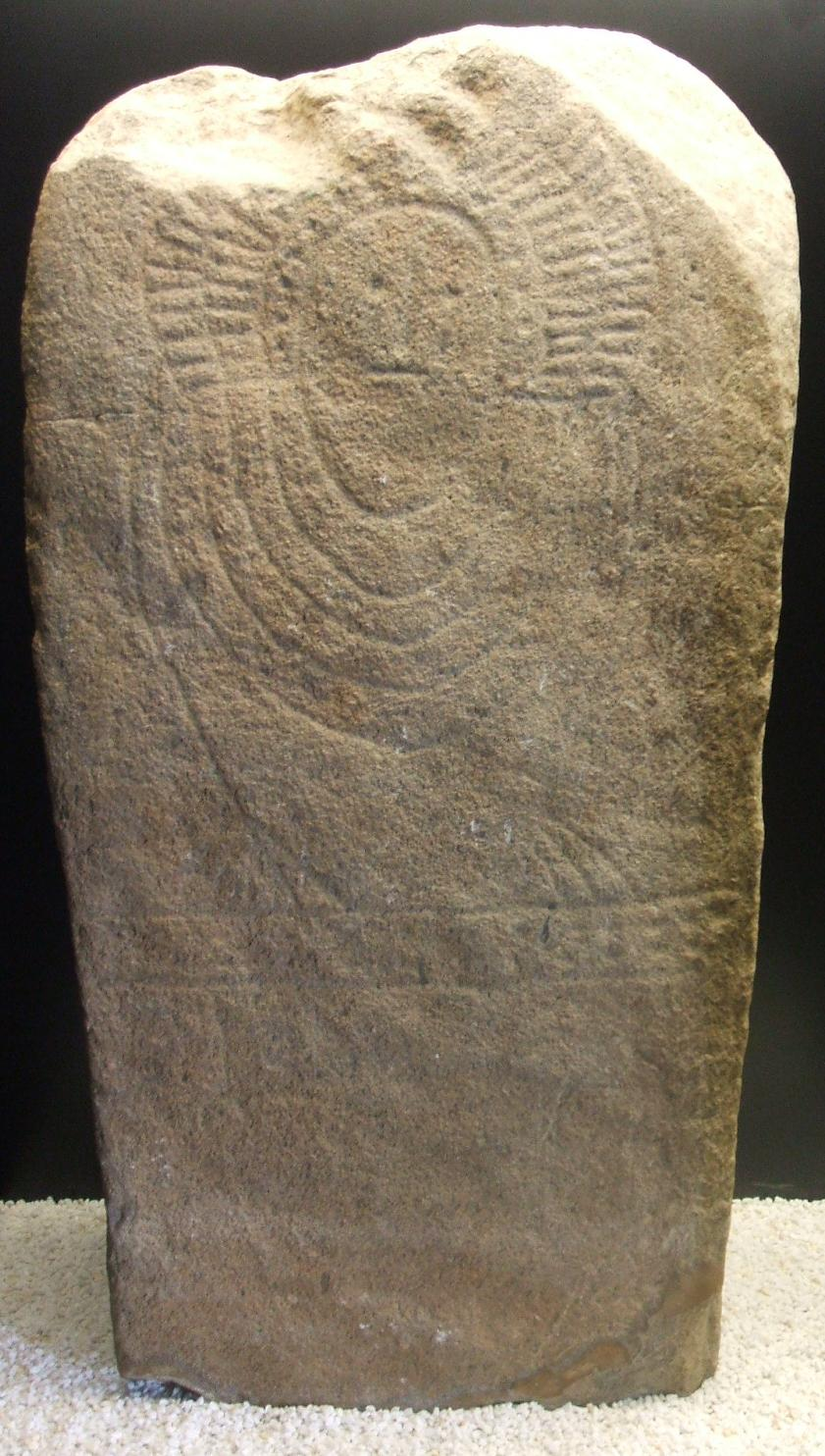
Estela de la Granja del Toriñuelo

El término municipal de Jerez de los Caballeros ha estado habitado desde tiempos muy remotos, así de la Prehistoria ya se encuentran restos arqueológicos como el del dolmen de Toriñuelo, en la dehesa de la Granja, además de los del Valcavado y de la Palomilla.
Los fenicios conocían la zona y hay opiniones en el sentido de que podían haberla fundado, cuando menos ellos fueron los que le dieron el nombre de Ceret.
Durante la ocupación romana, Jerez, en la época conocida como Fama Iulia Seria o Caeriana, debió de ser un pueblo bastante habitado según se ve por los hallazgos arqueológicos de la llamada villa del Pomar y por estar situada entre dos ciudades de importancia como eran la hoy desaparecida Itálica y Emérita Augusta, la actual Mérida, quedando Fama Iulia Seria cerca de la Vía de la Plata. El dibujo de una tinaja (seria en latín) en la inscripción de un personaje de Seria enterrado en Corduba indica que los romanos asociaron el topónimo turdetano al correspondiente término latino.
De la época romana se han descubierto en Jerez numerosas inscripciones, cipos, estelas funerarias, etc., aludiendo a familias romanas importantes como Julia, Helvia o Vibia. Se conservan además restos como los mosaicos del Pomar, la Calzada del alto empedrado y los puentes del Pontón y Viejo.

### Edad Media
En la época visigoda existen algunos hallazgos de lápidas e inscripciones entre las que destaca la que existe en una columna de la iglesia de Santa María con la fecha de consagración de la misma, el 25 de diciembre del año 556 del calendario actual. Otros restos importantes de la época son una lápida con inscripción de 514 en la dehesa de la Alcobaza y otra inscripción de 662 en la dehesa de la Mata. Durante la dominación árabe es conocida con Xerixa o Xeris y no cabe duda de que fue ciudad importante, desafortunadamente quedan pocos monumentos o restos de aquella época aunque siguen existiendo reminiscencias en barrios como la Morería y la Alhóndiga.

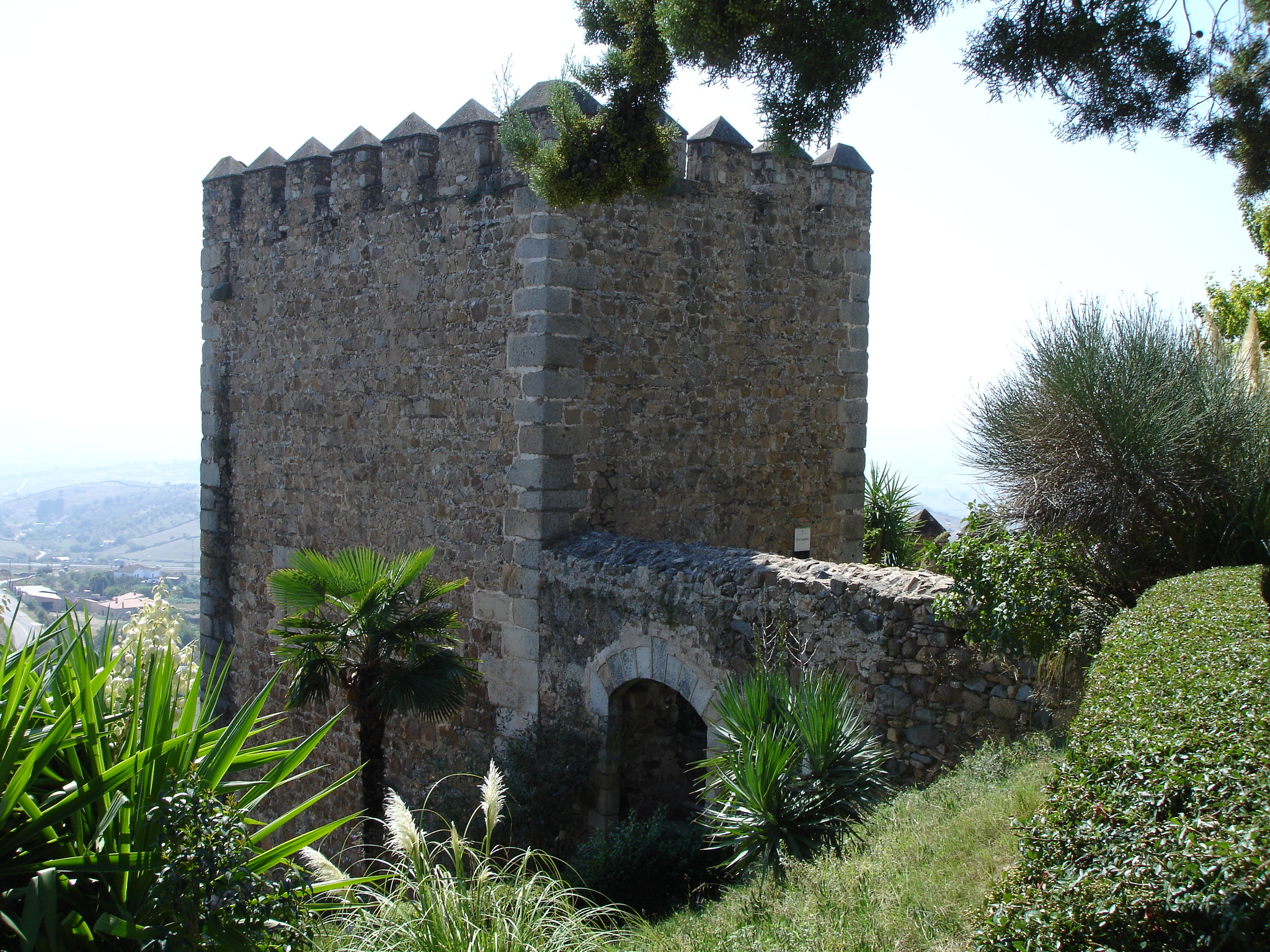
Castillo templario

Con la conquista por Alfonso IX de León en 1230, con ayuda de los templarios entró Jerez en la época cristiana. Aun en el 1240 es necesaria una campaña militar para asegurar la zona. Alejado el peligro musulmán el rey hace donación de la villa a la Orden del Temple. Con el Temple comienza una repoblación y engrandecimiento de la comarca, siendo de esta época la constitución del «bailiato» o encomienda de Jerez como lo demuestran documentos de capítulos de la orden.
La disolución de la Orden del Temple en 1312 por bula del papa Clemente V hace pasar sus posesiones de Castilla, y en concreto la comarca de Jerez, a la Corona. Cuentan las historias del pueblo que los templarios se resistieron y fueron degollados todos los caballeros, de ahí el nombre de Torre Sangrienta a uno de los baluartes de la muralla de Jerez. 
En 1312 Jerez de los Caballeros pasó a ser ciudad de realengo bajo el dominio de la Corona, que le reconoció el derecho a nombrar procuradores en las Cortes de Castilla. Allí jugaron un papel destacado, y sobre todo en las Cortes de Burgos de 1315, para debatir sobre la regencia de Alfonso XI. En los años posteriores el castillo de Xerez de Badajoz pasó a manos de portugueses, quienes mantuvieron la fianza de plazas y fuertes hasta 1330. Juan Alfonso de Castilla fue señor de Jerez de los Caballeros, aproximadamente, desde febrero de 1342 hasta noviembre de 1344, y también aparece con el título de «señor de Xerez-Badajoz» en el documento donde se consignó la donación de Caravaca a la Orden de Santiago, que tuvo lugar en agosto de 1344, según consta en el Bullarium Equestri Ordinis Sant Iacobi de Spatha. Desde noviembre de 1344 hasta 1370 la villa de Jerez de los Caballeros perteneció al realengo, aunque el día 25 de diciembre de 1370 fue donada por el rey Enrique II de Castilla, que era hermanastro de Juan Alfonso, a la Orden de Santiago.

### Conquista americana

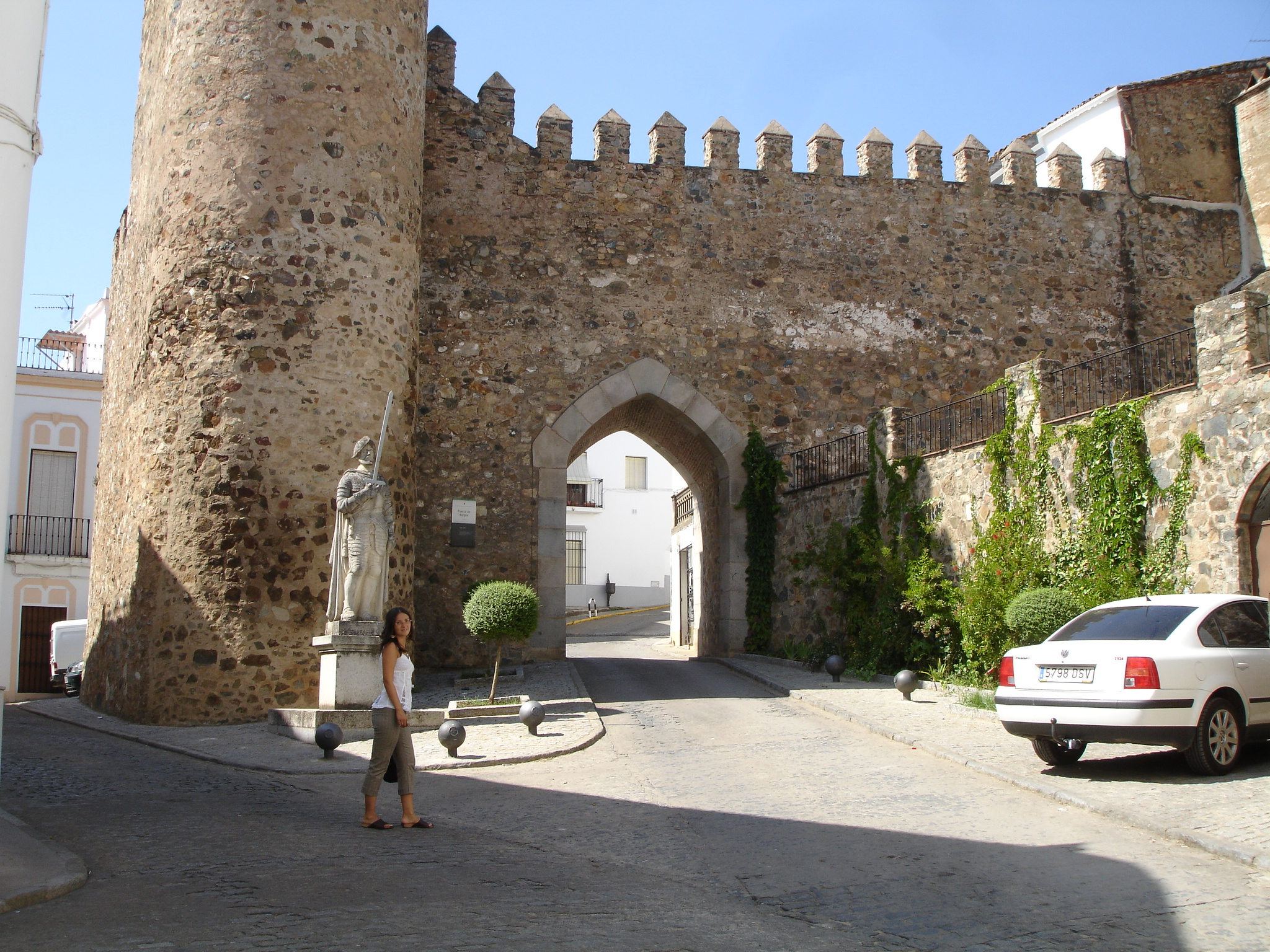
Arco de Burgos en la muralla

Jerez de los Caballeros, como ciudad importante en la época renacentista, según el historiador Vicente Navarro del Castillo, contribuyó con 172 personas a la epopeya americana. Entre los jerezanos más destacados en la actuación indiana se destacan los siguientes:
- Vasco Núñez de Balboa, en Panamá y Pacífico.
- Hernando de Soto, cuyo lugar de nacimiento está disputado con la localidad de Barcarrota, en Estados Unidos y Cuba.
- Pedro Portocarrero, en Perú.
- Pedro Maraver (o Malaver) de Silva, en Venezuela.
- Juan García de Carvajal, en Venezuela.
- Juan Rodríguez Espejo, en Venezuela.

### Edad Moderna
El siglo XVI supuso un período de engrandecimiento para Jerez de los Caballeros. Se multiplicaron los edificios monumentales, aumentó la población, y entre 1523 y 1526 aproximadamente Carlos I le dio el título de Muy Boble y Muy Leal Ciudad, con sus correspondientes privilegios. En 1594 formaba parte de la provincia León de la Orden de Santiago figurando como Xerez de Badajoz, el Valle de Matamoros y el lugar de Santa Ana, conjunto que agrupaba a 1963 vecinos pecheros. Los siglos XVII y XVIII fueron una época de decadencia para la localidad. Hubo una gran pobreza, agravada por la independencia de Portugal en 1640. En 1651 Jerez rechazó una oportunidad de tener voto en cortes. La victoria de las tropas de la ciudad en Évora en 1662 originó una gran fiesta en Jerez. Durante la Guerra de Sucesión, Portugal se puso del bando de Carlos de Austria, por lo que los portugueses invadieron Jerez en 1706, 1710 y 1711.

### Edad Contemporánea
Desde 1834 es cabecera y sede del partido judicial de Jerez de los Caballeros. En el censo de 1842 contaba con 1691 hogares y 6120 vecinos.
En la primera mitad del siglo XX el ferrocarril llegó a la zona con la inauguración de la línea Zafra-Jerez de los Caballeros, que entró en servicio en 1936. En el municipio jerezano se llegó a levantar una estación propia, la cual contaba con servicios de viajeros y mercancías. Este trazado estaba previsto que llegase hasta Villanueva del Fresno y que posteriormente enlazara con la red ferroviaria portuguesa a través del denominado ramal de Reguengos, pero esta posibilidad nunca se materializó. Las obras ejecutadas en el tramo Jerez de los Caballeros-Villanueva del Fresno alcanzaron un alto desarrollo, pero nunca se tendieron las vías. En la línea que sí llegó a entrar en servicio el tráfico de pasajeros se mantuvo hasta 1969, limitándose desde entonces el trazado a acoger trenes de mercancías.
En 1943 la Diputación Provincial de Badajoz eligió al alcalde jerezano, Antonio Moreno Arteaga, para el cargo de procurador en la primera legislatura de las Cortes franquistas, representando a los municipios de la provincia

## Demografía
Jerez de los Caballeros cuenta con una población de 9112 habitantes (INE 2024).
| Gráfica de evolución demográfica de Jerez de los Caballeros entre 1842 y 2021                                       |
| |
| Población de derecho según los censos de población del INE Población de hecho según los censos de población del INE |

| Nombre                  | Núcleo | Diseminado | Total |
| ----------------------- | ------ | ---------- | ----- |
| La Bazana               | 310    | 25         | 335   |
| Brovales                | 253    | 13         | 240   |
| Jerez de los Caballeros | 8336   | 36         | 8372  |
| Valuengo                | 388    | 19         | 407   |
| Total                   |        |            | 9367  |

## Patrimonio
Jerez de los Caballeros cuenta con un rico patrimonio que atestigua monumentos de distintos estilos como el mudéjar, el gótico o el barroco. Por todo ello fue declarado conjunto histórico-artístico en 1966. Jerez es conocido como la ciudad de las cuatro torres, por su conjunto de torres barrocas, construidas con ladrillo, yeso y barros vidriados.

### Monumentos religiosos

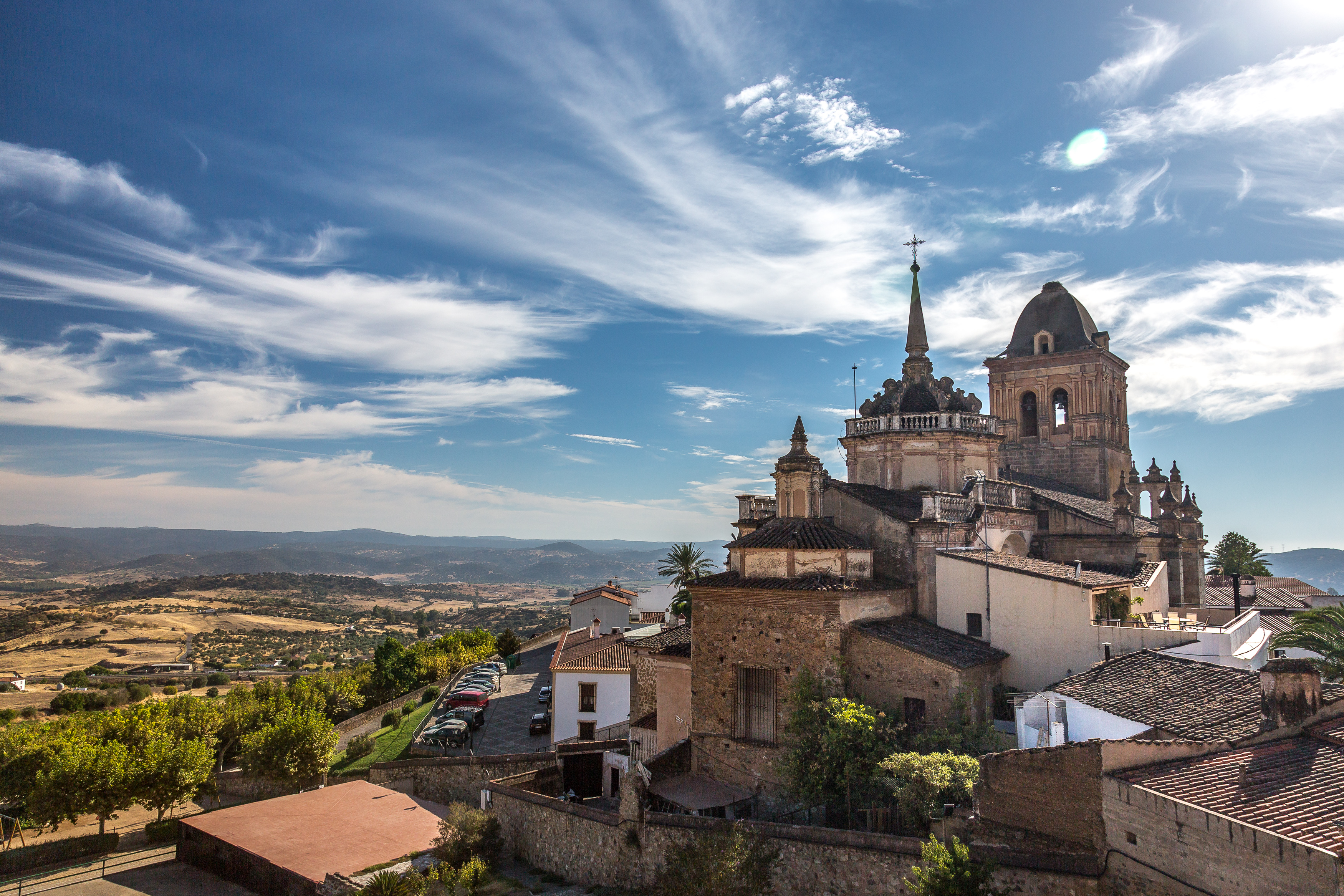
Iglesia de Santa María de la Encarnación

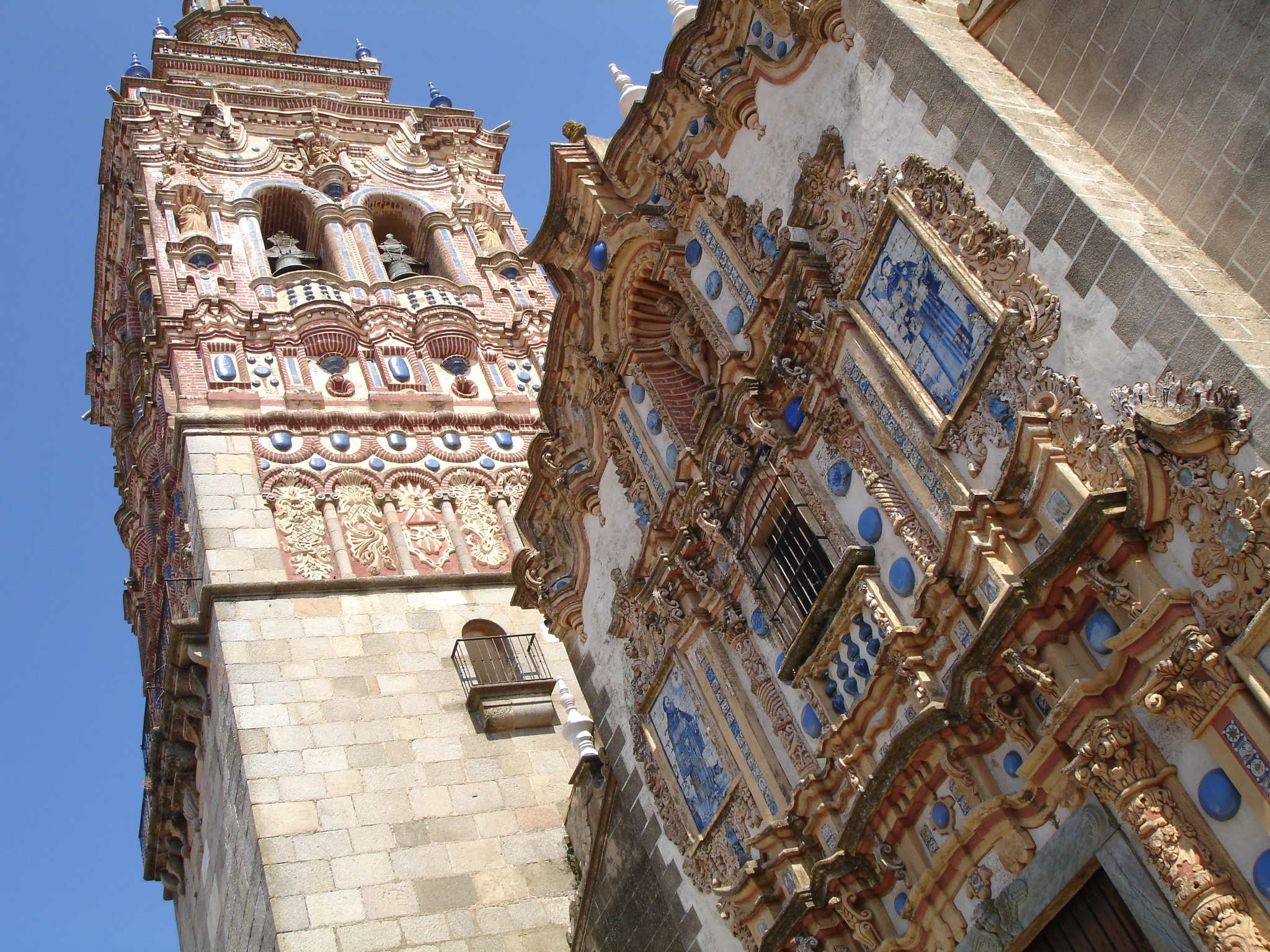
Iglesia de San Bartolomé

- Iglesia parroquial de Santa María de la Encarnación: es el templo más antiguo de Jerez. Su estructura general corresponde al siglo XVI. Su torre, del siglo XVIII, es cuadrangular y se remata con un esbelto capitel.[13]
- Iglesia parroquial de San Bartolomé:[13] se levantó a mediados del siglo XV. Tiene forma rectangular, con tres naves dispuestas en forma de cruz latina. La portada principal, de ladrillo y de yeso, presenta una abundante decoración a base de azulejos policromados. La torre, de 1759, es cuadrangular y se puede relacionar estilísticamente con la Giralda de Sevilla, desarrolla una rica decoración de ladrillo, yeso y piezas de cerámica coloreadas.
- Iglesia de San Miguel Arcángel: del siglo XV, su estilo es barroco, aunque aparecen elementos que responden a distintos períodos. El interior es de tres naves y sobre el crucero descansa una cúpula con linterna adornada con pinturas al fresco que representan a la Santísima Trinidad. La torre campanario es una construcción barroca de 1749, está dividida en tres partes. La primera, del siglo XVI, es anterior al resto de la obra y tiene función de atrio. A partir del segundo cuerpo es donde se puede apreciar la decoración barroca.
- Iglesia parroquial de Santa Catalina:[13] en el siglo XVI existía como pequeño oratorio que fue ampliado posteriormente. Es un templo de planta rectangular, con una única nave dividida en tres tramos y cubierta con bóvedas de crucería. Su torre, de 1762, es un campanario cuadrado de tres cuerpos bien proporcionados y de estilo barroco con influencias neoclásicas.

- Ermita de San Lázaro
- Ermita del Cristo de la Vera Cruz
- Ermita de Santiago
- Ermita de los Santos Mártires
- Ermita de San Roque
- Ermita de San Lorenzo
- Convento de San Agustín
- Convento de Nuestra Señora de la Consolación
- Convento de la Madre de Dios
- Convento de Aguasantas
- Convento de la Gracia

### Monumentos civiles
- Castillo Templario: Construido sobre una alcazaba musulmana de la que perviven varios elementos. Sus murallas y torres templarias son del siglo XIII, y hay que añadir algunos añadidos llevados a cabo por la Orden de Santiago.
- Murallas: construidas por los templarios en el siglo XIII. El conjunto amurallado disponía de seis puertas, de las que hoy sólo se conservan la puerta de Burgos y la puerta de la Villa.
- Casa Museo de Núñez de Balboa: Se trata de una vivienda de época con funciones museísticas dedicadas a la figura del conquistador extremeño Núñez de Balboa.[14]

## Administración y política
| Partido político                         | 2023  | 2023  | 2023       | 2019  | 2019  | 2019       | 2015  | 2015  | 2015       | 2011  | 2011  | 2011       | 2007  | 2007  | 2007       |
| Partido político                         | %     | Votos | Concejales | %     | Votos | Concejales | %     | Votos | Concejales | %     | Votos | Concejales | %     | Votos | Concejales |
| Partido Popular (PP)                     | 37,34 | 2132  | 5          | 26,80 | 1562  | 4          | 34,91 | 1877  | 5          | 44,98 | 2721  | 6          | 30,92 | 1940  | 4          |
| Partido Socialista Obrero Español (PSOE) | 26,76 | 1528  | 4          | 46,87 | 2732  | 6          | 44,87 | 2412  | 6          | 43,53 | 2633  | 6          | 44,05 | 2764  | 6          |
| Podemos–Izquierda Unida (IU)             | 25,76 | 1471  | 3          | 7,73  | 451   | 1          | 11,10 | 597   | 1          | –     | –     | –          | –     | –     | –          |
| Ciudadanos (CS)                          | 8,91  | 509   | 1          | 14,39 | 839   | 2          | 7,31  | 393   | 1          | –     | –     | –          | –     | –     | –          |
| Independientes por Extremadura (IPEX)    | –     | –     | –          | –     | –     | –          | –     | –     | –          | 9,62  | 582   | 1          | 23,75 | 1490  | 3          |

## Cultura

### Medios de comunicación
El municipio cuenta con su propio periódico local, Hoy Jerez de los Caballeros, formado a partir de una corresponsalía del diario regional Hoy Diario de Extremadura.

## Personas notables
Vasco Núñez de Balboa, descubridor de mar del sur (océano Pacífico).